# Lliga catalana d'hoquei sobre patins masculina 1989-1990
La Lliga catalana d'hoquei sobre patins 1989-90 fou la primera edició de la Lliga catalana, considerada com la competició successora del Campionat de Catalunya d'hoquei patins. Se celebrà des del 16 de setembre fins al 22 d'octubre de 1989 i fou organitzada per la Federació Catalana de Patinatge. Hi participaren tretze equips, la majoria dels quals participants de la Lliga estatal.
La competició es disputà en dues fases, la primera, en format regular, i, la segona, en format d'eliminació directa. En la primera fase, els tretze equips s'organitzaren en quatre grups i disputaren una lligueta a doble volta. Els primers classificats de cadascun dels grups accediren a la següent fase de la competició. La fase final es disputà en format de final a quatre, amb semifinals, tercer i quart i lloc. Se celebrà el 21 i 22 d'octubre al Pavelló Municipal de Blanes i els partits foren retransmesos en directe per TV3.
Es proclamà campió el Noia Freixenet, que aconseguí el seu primer títol de Lliga catalana.

## Clubs participants
- Futbol Club Barcelona
- Sistemes de Control Blanes
- Noia Freixenet
- Horta La Vanguardia
- Sant Genís Igualada
- Estrumetal SHUM Maçanet
- Mudespa Mollet
- HC Desmon Piera
- Reus Deportiu Liebherr
- Hersan Sentmenat
- CP Tordera Font d'Or
- FIATC Vilanova
- Cata Voltregà

## Fase Regular

### Grup 1
| Pos | Equip                | PJ | PG | PE | PP | GF | GC | DG | Pts |                               |     | PIE | TOR | IGU |
| --- | -------------------- | -- | -- | -- | -- | -- | -- | -- | --- | ----------------------------- | --- | --- | --- | --- |
| 1   | HC Desmon Piera      | 4  | 3  | 0  | 1  | 16 | 14 | +2 | 6   | Classificat per la fase final |     | —   | 4–3 | 5–4 |
| 2   | CP Tordera Font d'Or | 4  | 2  | 0  | 2  | 14 | 17 | −3 | 4   |                               |     | 6–3 | —   | 0–7 |
| 3   | Igualada HC          | 4  | 1  | 0  | 3  | 15 | 14 | +1 | 2   |                               | 1–4 | 3–5 | —   |     |

### Grup 2
| Pos | Equip                      | PJ | PG | PE | PP | GF | GC | DG  | Pts |                               |     | BAR | BLA | MOL |
| --- | -------------------------- | -- | -- | -- | -- | -- | -- | --- | --- | ----------------------------- | --- | --- | --- | --- |
| 1   | FC Barcelona               | 4  | 3  | 1  | 0  | 22 | 12 | +10 | 7   | Classificat per la fase final |     | —   | 3–3 | 8–6 |
| 2   | Sistemes de Control Blanes | 4  | 2  | 1  | 1  | 13 | 17 | −4  | 5   |                               |     | 2–8 | —   | 4–3 |
| 3   | Mudespa Mollet             | 4  | 0  | 0  | 4  | 13 | 19 | −6  | 0   |                               | 1–3 | 3–4 | —   |     |

### Grup 3
| Pos | Equip                   | PJ | PG | PE | PP | GF | GC | DG  | Pts |                               |     | REU  | MAÇ | VOL | VIL |
| --- | ----------------------- | -- | -- | -- | -- | -- | -- | --- | --- | ----------------------------- | --- | ---- | --- | --- | --- |
| 1   | Reus Deportiu Liebherr  | 6  | 5  | 0  | 1  | 38 | 18 | +20 | 10  | Classificat per la fase final |     | —    | 8–4 | 5–4 | 9–1 |
| 2   | Estrumetal SHUM Maçanet | 6  | 3  | 0  | 3  | 31 | 34 | −3  | 6   |                               |     | 5–4  | —   | 4–1 | 7–5 |
| 3   | Cata Voltregà           | 6  | 3  | 0  | 3  | 27 | 27 | 0   | 6   |                               | 2–6 | 6–4  | —   | 7–3 |     |
| 4   | FIATC Vilanova          | 6  | 1  | 0  | 5  | 26 | 43 | −17 | 2   |                               | 2–6 | 10–7 | 5–7 | —   |     |

### Grup 4
| Pos | Equip               | PJ | PG | PE | PP | GF | GC | DG | Pts |                               |     | NOI | SEN | HOR |
| --- | ------------------- | -- | -- | -- | -- | -- | -- | -- | --- | ----------------------------- | --- | --- | --- | --- |
| 1   | Noia Freixenet      | 4  | 3  | 0  | 1  | 23 | 22 | +1 | 6   | Classificat per la fase final |     | —   | 2–6 | 5–3 |
| 2   | HC Hersan Sentmenat | 4  | 2  | 0  | 2  | 21 | 18 | +3 | 4   |                               |     | 7–8 | —   | 4–5 |
| 3   | Horta La Vanguardia | 4  | 1  | 0  | 3  | 17 | 21 | −4 | 2   |                               | 6–8 | 3–4 | —   |     |

## Fase final
La fase final de la competició es disputà el 21 i 22 d'octubre al Pavelló Municipal de Blanes. Hi participaren el Noia Freixenet, el Reus Deportiu Liebherr, el Desmon Piera i el FC Barcelona.

### Quadre de competició
|  | Semifinals             | Semifinals   |                        |   | Final | Final |
|  |                        |              |                        |   |       |       |
|  | 21 d'octubre 19:00 CET |              |                        |   |       |       |
|  |                        |              |                        |   |       |       |
|  | Noia Freixenet         | 6            |                        |   |       |       |
|  | Noia Freixenet         | 6            | 22 d'octubre 13:00 CET |   |       |       |
|  | Reus Liebherr          | 5            |                        |   |       |       |
|  | Reus Liebherr          | 5            | Noia Freixenet         | 3 |       |       |
|  | 21 d'octubre 20:30 CET |              | Noia Freixenet         | 3 |       |       |
|  |                        | Desmon Piera | 2                      |   |       |       |
|  | Desmon Piera           | Desmon Piera | 2                      | 2 |       |       |
|  | Desmon Piera           |              |                        | 2 |       |       |
|  | FC Barcelona           | 1            |                        |   |       |       |
|  | FC Barcelona           | 1            | Tercer i quart lloc    |   |       |       |
|  |                        |              |                        |   |       |       |
|  | 22 d'octubre 11:00 CET |              |                        |   |       |       |
|  |                        |              |                        |   |       |       |
|  | Reus Liebherr          | 8            |                        |   |       |       |
|  | Reus Liebherr          | 8            |                        |   |       |       |
|  | FC Barcelona           | 6            |                        |   |       |       |

### Semifinals

#### Noia Freixenet vs. Reus Liebherr
| Noia Freixenet                                          | 6‐5     | Reus Liebherr                                  |
| ------------------------------------------------------- | ------- | ---------------------------------------------- |
| J. Torner 10', 27', 47' · Hom 13', 24' · Ballabriga 33' | Informe | López 6', 18', 30' · Gavaldà 19' · Zabalía 23' |

#### Desmon Piera vs. FC Barcelona
| Desmon Piera       | 2‐1     | FC Barcelona |
| ------------------ | ------- | ------------ |
| A. Ferrer 28', 48' | Informe | Carafí 10'   |

### Tercer i quart lloc
| Reus Liebherr                                                             | 8‐6     | FC Barcelona                                                  |
| ------------------------------------------------------------------------- | ------- | ------------------------------------------------------------- |
| Gavaldà 7' · Martinazzo 10', 24', 39' · López 17', 20' · Alabart 37', 47' | Informe | Polo 28', 31', 32' · Venteo 33' · Ayats 36' (p.) · Carafí 48' |

## Final
| Noia Freixenet                       | 3‐2     | Desmon Piera          |
| ------------------------------------ | ------- | --------------------- |
| Ballabriga 7' · Torner 43' · Hom 46' | Informe | Viñas 3' · Barceló 7' |

| Noia Freixenet | Desmon Piera |

| #           | Pos. | Nom                |  |
| ----------- | ---- | ------------------ |  |
| 1           | POR  | Ramon Canalda      |  |
| 2           |      | Polan              |  |
| 3           |      | Jordi Hom          |  |
| 5           |      | Antoni Ballabriga  |  |
| 6           |      | Joan Torner        |  |
| 7           |      | Enric Buxaderas    |  |
| 8           |      | Carles Valldosera  |  |
| 9           |      | Josep Enric Torner |  |
| 10          | POR  | Emili Baldrís      |  |
| Entrenador  |      |                    |  |
| Siscu Prats |      |                    |  |

| Campió de la Lliga catalana 1989-90 |
| ----------------------------------- |
| Noia Freixenet Primer títol         |

| #             | Pos. | Nom             |           |
| ------------- | ---- | --------------- | --------- |
| 1             | POR  | Jordi Martínez  |           |
| 3             |      | Miquel Llorenç  |           |
| 4             |      | Daniel Viñas    | Amonestat |
| 5             |      | Francesc Madrid |           |
| 7             |      | Alex Ferrer     | Amonestat |
| 8             |      | Manel Barceló   |           |
| 9             |      | Carles Puig     |           |
| 10            |      | Felip López     |           |
| Entrenador    |      |                 |           |
| Francesc Nart |      |                 |           |